# Гавдопула
Гавдопула (греч. Γαυδοπούλα) — маленький остров, расположенный южнее Крита и северо-западнее Гавдоса.
Площадь — 2 км², постоянного населения, согласно переписи 2001 года — 3 человека.
Остров административно относится к диму Гавдос нома Ханья. Регулярного сообщения с Гавдосом или Критом нет.
Среди растительного покрова Гавдопулы преобладает гаррига, низкорослые вечнозелёные кустарники. Остров также находится на пути миграции многих видов перелётных птиц.
После кампании экологов в 1998 году Гавдопула стала охраняемой территорией с ограниченным посещением.